# Пути расходятся
«Пути расходятся» (англ. Parting of the Ways) — серия британского научно-фантастического телесериалa «Доктор Кто». Впервые была показана 18 июня 2005 года и является завершением двухсерийной истории, первая часть которой, «Злой волк», транслировалась 11 июня. В этом эпизоде последний раз фигурирует Кристофер Экклстон в роли Девятого Доктора и впервые появляется Дэвид Теннант в роли Десятого. Наконец-то раскрывается значение слов Злой Волк, которые упоминались в течение всего сезона.

## Обзор
Флот далеков готовится напасть на Землю. Доктор и Джек спасают Розу, телепортированную на корабль далеков. Император далеков рассказывает, что его раса была уничтожена в войне с Повелителями времени, но его корабль уцелел и попал в прошлое. Нынешнее поколение далеков создано методом генной инженерии из биоматериала похищенных жителей Земли.
Доктор собирается создать дельта-волну, которая сожжёт на своём пути и далеков, и людей. Чтобы спасти от неминуемой гибели Розу, он обманом отправляет её на ТАРДИС в XXI век.
Микки и Джеки пытаются успокоить Розу, она не готова спокойно жить в своём времени, зная, что Доктор сражается и гибнет. Внезапно она замечает фразу злой волк, написанную на асфальте. Пока она была с доктором, эта фраза постоянно встречалась им в разных видах. Роза воспринимает происходящее как знак, что возвращение возможно.
Далеки штурмуют спутник и уничтожают немногочисленную охрану, добровольцев, андроидов и безоружных гражданских. Континенты Земли один за другим исчезают под бомбовыми ударами. Погибает Джек.
Роза взламывает консоль ТАРДИС и заглядывает в Вихрь времени. Вихрь объединяется с её сущностью. ТАРДИС движется в 200100 год.
Доктор не находит в себе сил совершить акт геноцида и готовится к смерти. Появляется ТАРДИС. Роза сообщает, что она и есть Злой волк. Её привели сюда послания, которые она сама себе оставляла во времени. Силой Вихря времени она уничтожает флот далеков и оживляет Джека, но энергия Вихря убивает её с каждой минутой. Доктор поглощает энергию, но это чересчур даже для него. Он уносит Розу в ТАРДИС и отправляется. Джек остаётся на спутнике.
Роза приходит в себя и узнаёт, что жизнь Доктора в его нынешнем облике подошла к концу. Доктор регенерирует. Десятый Доктор, продолжая разговор, прерванный регенерацией, предлагает отправиться на планету Барселона.

## Дополнительная информация
- Впервые Доктор регенерирует стоя, и четвёртый раз он делает это в ТАРДИС. В последующих историях в ТАРДИС также регенерировал Мастер в серии «Утопия», Десятый Доктор в сериях «Конец путешествия» и «Конец времени», Одиннадцатый Доктор в серии «Время Доктора» и Военный Доктор в специальном выпуске «День Доктора».
- В серии «Век стали» Микки в разговоре с Джейком упоминает о событиях этой серии фразой: «Я когда-то спас Вселенную с помощью большого жёлтого грузовика».
- Джон Барроуман продолжит сниматься в роли капитана Джека Харкнесса в спин-офф сериале Торчвуд и вернётся в серии «Утопия», затем в «Украденной Земле» и в «Конце времени».
- В серии «Последний Повелитель Времени» Мастер показывает свои знания о событиях этой серии.

### ТАРДИС
- Идея о том, что ТАРДИС использует энергию, с помощью которой можно управлять ею (сердце ТАРДИС), и что она живая, сама может управлять собою, появилась впервые в серии «Грань уничтожения». Эту идею снова вернули в серии «Городской бум» (В другом варианте перевода «Шумный город»).
- Момент, когда Роза использует энергию воронки, чтобы уничтожить далеков и воскресить Джека, очень похож на момент, когда ТАРДИС использует энергию и возвращает к жизни Грейс Холловей и Чанг Ли в телевизионном фильме 1996 года.
- Способность ТАРДИС материализоваться в каком-либо месте так, чтобы поймать в консольную комнату объект, была впервые показана во «Временном монстре» и «Логополисе». Впоследствии эта способность была показана в эпизодах «Давай убьём Гитлера», «Не моргай» и «Снеговики»
- Находясь в ТАРДИС, Джек уничтожает далека одним выстрелом, хотя в эпизоде «Рука страха» Четвёртый Доктор говорит, что внутри ТАРДИС не может работать ни одно оружие. Далее, в эпизоде «Давай убьём Гитлера», Одиннадцатый Доктор признаётся Мэлс, что рассказы про неработающее в ТАРДИС оружие — умная ложь.

### Далеки
- Последней историей, в которой фигурировал император далеков, была «Воспоминания далеков».
- Использование человеческого генетического материала или частей тела для создания новых далеков было впервые применено Давросом в «Воспоминаниях далеков», но уже без проблем, ассоциировавшихся с человеческим фактором в «Зле далеков». Идея о том, что генетический материал ответственен за все человеческие повадки — это биологическое предопределение, элемент биогенетизма.
- В эпизоде впервые показаны далеки, которые не только просто парят, а летают в космическом вакууме.
- Джек говорит людям, что их боеприпасы состоят из специальных бастиковых пуль, которые могут проникнуть в корпус далеков. Впервые бастиковые пули были упомянуты в эпизоде «Разоблачение далеков».
- Доктор упоминает, что в легендах он известен как «Приход бури». Это название впервые появилось в книге «Любовь и война» серии «Virgin New Adventures». В книге это название дали Доктору драконианцы.
- В отличие от серии «Далек», в сериях «Злой волк» и «Пути расходятся» люди уже знают о том, кто такие далеки (в серии «Далек» им не были известны эти инопланетные существа, хотя до событий «Далека» было как минимум два полномасштабных вторжения далеков).
- Далеки остаются единственными злодеями, с которыми Доктор встречался в каждом воплощении, за исключением Восьмого.

## Производство
- Этот эпизод является первым, для которого не было дано пресс-показа. Однако серия была показана на церемонии BAFTA 15 июня.
- В конечных титрах выражена благодарность Endemol и Channel 4 за использование логотипа и формата шоу Большой Брат, хотя они были использованы только в отрывках из предыдущей серии, а не в самом эпизоде.
- В интервью Doctor Who Magazine Рассел Т. Дэвис сообщает, что для этого эпизода был написан и снят альтернативный конец с намерением показать его прессе, чтобы скрыть секрет о регенерации. Эта идея была заброшена, когда об уходе Экклстона в прессе узнали раньше, чем планировалось. В альтернативной концовке были бы использованы похожие реплики, но ТАРДИС просканировала бы Розу и выдала бы на дисплее сообщение «LIFEFORM DYING» («организм умирает»). Дэвис сообщил, что такой вариант концовки был менее удачным, но, возможно, когда-нибудь его включат в дополнительные эпизоды на DVD. В комментарии на DVD актриса Билли Пайпер и исполнительный продюсер Джули Гарднер упоминают альтернативную концовку, при этом Джули Гарднер называет её вариантом со смертью Розы и сомневается, что она когда-либо выйдет на DVD. Также Рассел Т. Дэвис рассказывает, что Доктор не забрал Джека с собой, потому что авторам было интересно показать, как Роза отреагирует на регенерацию.
- Завершение регенерации с Дэвидом Теннантом было снято значительно позже, чем начало регенерации с Экклстоном, и в отсутствие Билли Пайпер.
- В итальянском переводе серию переименовали в «Повелители Вселенной»[1].